# Athetis pacificus
Athetis pacificus là một loài bướm đêm trong họ Noctuidae.